# Saby Kamalich
Saby Fantoni Kamalich (Lima, 13. svibnja 1939. -  Ciudad de Mexico, 13. rujna 2017.), bila je meksička filmska i televizijska glumica rodom iz Perua. Njen otac Antonio je iz Italije, a majka joj je Hrvatica. Poznata je po ulogama u televizijskim novelama. Također je igrala u brojnim meksičkim filmovima kao što su Valente Quintero iz 1973., gdje je glumila s Antoniom Aguilarom. Meksička je državljanka, ali još uvijek ističe kako je Peru njena država. Majka je petero djece.

## Karijera
Za glumu se prvi put počela zanimati kao mlada djevojka kad je susrela portorikanskog glumca Braulija Castilla koji je tada došao raditi u Peru. Prema Kamalichkinoj izjavi za portorikanski list "El Vocero", prema njemu je osjećala platonsku ljubav. Kasnije će se među njima razviti doživotno prijateljstvo.
Tražeći bolje mogućnosti da bi si našla posao, preselila se 1970. u Meksiko. Ondje je sudjelovala u trima kazališnim produkcijama. 1969. je sudjelovala u Panamericaninoj obradi poznate španjolske sapunice "Simplemente María". Peruanska obrada te serije, četvrta po redu je već bila hitom u Argentini, Brazilu i Venezueli. "Simplemente María" je proslavila Saby Kamalich širom Latinske Amerike na tržištima kao što su Gvatemala, Nikaragva, Urugvaj, Dominikanska Republika, Venezuela, Portoriko i Meksiko.
Njena glumačka karijera u Meksiku je trajala 35 godina. Najavljena je kao dobitnica medalje Eduardo Arozamena za njen doprinos meksičkom show-biznisu. Dobila je prestižnu nagradu Ariel najbolje glumačke izvedbe u Meksiku za najbolju sporednu glumicu u filmu "Mariana". Osim toga je snimila film koji se također zove "Simplemente María", a temelji se na uspješnoj telenoveli.

## Filmografija

### Uloge u telenovelama
- Bar Cristal (Perú, 1959.)
- La colmena (Perú, 1962.)
- Los buitres (Perú, 1962.)
- Cumbres borrascosas (Perú, 1963.)
- Doña Bárbara (Perú, 1965.)
- Paula (Perú, 1966.)
- La voz del corazón (Perú, 1966.)
- El precio del orgullo (Perú, 1966.)
- Se solicita una enfermera (Perú, 1966.)
- Un sueño de amor (Perú, 1966.)
- Yaniré (Perú, 1966.)
- Santa Rosa de Lima (Perú, 1967.)
- Locura de amor (Perú, 1967.)
- La condenada (Perú, 1967.)
- Dime la verdad (Perú, 1968.)
- Perdóname (Perú, 1968.)
- El canillita (Perú, 1969.)
- Simplemente María (Perú, 1969.)
- Rosas para Verónica (Perú, 1971.)
- Mi rival (1973.)
- Barata de primavera (1975.)
- Mi hermana la nena (1976.)
- Amor prohibido (1979.)
- Pelusita (1980.)
- El hogar que yo robe (1981.)
- Cuando los hijos se van (1983.)
- Gamboa (Perú, 1983.)
- Principessa (1984.)
- El Padre Gallo (1986.)
- La gloria y el infierno (1986.)
- Amor en silencio (1988.)
- La casa al final de la calle (1989.)
- Destino (1989.) .... Mercedes
- Yo no creo en los hombres (1991.)
- Carrusel de las Américas (1992.)
- Retrato de familia (1995.)
- María José (1995.)
- No tengo madre (1997.)
- Sin ti (1997.)
- Tres veces Sofía, (1998.)
- La casa del naranjo (1998.)
- Amores querer con alevosía (2001.)
- La duda (2002.)
- Ciganke (2004.)
- Corazón partido (2005.)
- Madre Luna (2007.)
- Secretos del alma (2008.)
- Mujer comprada (2009.)
- La otra cara del alma (2012.)

## Vanjske poveznice
- Kamalich, Saby u internetskoj bazi filmova IMDb-u (engl.)
- Saby Kamalich na Telenovela Databaseu